# Unterrabenthan
Unterrabenthan ist eine Ortschaft und eine Katastralgemeinde der Stadtgemeinde Zwettl im Bezirk Zwettl in Niederösterreich. Die Ortschaft hat 103 Einwohner (Stand 1. Jänner 2024).

## Geschichte
Laut Adressbuch von Österreich war im Jahr 1938 in der Ortsgemeinde Unterrabenthan ein Gemischtwarenhändler ansässig.

## Siedlungsentwicklung
Zum Jahreswechsel 1979/1980 befanden sich in der Katastralgemeinde Unterrabenthan insgesamt 41 Bauflächen mit 22.679 m² und 39 Gärten auf 39.576 m², 1989/1990 gab es 36 Bauflächen. 1999/2000 war die Zahl der Bauflächen auf 97 angewachsen und 2009/2010 bestanden 54 Gebäude auf 99 Bauflächen.

## Bodennutzung
Die Katastralgemeinde ist landwirtschaftlich geprägt. 242 Hektar wurden zum Jahreswechsel 1979/1980 landwirtschaftlich genutzt und 163 Hektar waren forstwirtschaftlich geführte Waldflächen. 1999/2000 wurde auf 239 Hektar Landwirtschaft betrieben und 166 Hektar waren als forstwirtschaftlich genutzte Flächen ausgewiesen. Ende 2018 waren 232 Hektar als landwirtschaftliche Flächen genutzt und Forstwirtschaft wurde auf 165 Hektar betrieben. Die durchschnittliche Bodenklimazahl von Unterrabenthan beträgt 26,7 (Stand 2010).